# Vilijam Galas
Vilijam Galas (fr. William Gallas; Anijer sir Sen, 17. avgust 1977) je francuski fudbaler. Igra na poziciji centralnog odbranbenog, ali adekvatno može pokriti i pozicije levog i desnog beka.

## Karijera

### Rana karijera
Karijeru je započeo u tadašnjem francuskom drugoligašu FK Kaenu pomogavši im 1996. da se plasiraju u prvu ligu. Godinu dana kasnije ostvario je transfer u FK Olimpik Marsej. Tamo se je zadržao 4 sezone igrajući, između ostalih, i sa Roberom Piresom. Igrajući za Marsej debitirao je u Ligi šampiona.

### Čelsi
Klaudio Ranieri, menadžer engleskog prvoligaša Čelsija, odlučio ga je dovesti u februaru 2001, a za taj transfer Marseju je isplaćeno šest miliona funti .
Za vreme igranja u Čelsiju razvio je izvanredno partnerstvo na štoperskim pozicijama sa Džonom Terijem, čega je dokaz 16 uzastopnih utakmica bez primljenog gola. Bio je deo tima koji je osvojio dve prvenstvene titule i Liga kup pod vodstvom Žoze Murinja.
Nakon Svetskog prvenstva 2006. Galas je odbio odlazak na Čelsijevu predsezonsku turneju po SAD zbog umora nakon završenog prvenstva. Kao svojevrsna kazna, njegov broj 13 preuzeo je novopridošli Mihael Balak, što je naznačilo da je njegova budućnost na Stamford Bridžu vrlo upitna.

### Arsenal
Arsen Venger je bio zainteresovan za njega, pa je Galas 1. juna 2006. prešao u redove Arsenala, a u suprotnom smeru kao deo transfera otišao je Ešli Kol. Čelsi je još dodatno isplatio 5 miliona funti. Potpisao je ugovor na četiri godine i dobio dres s brojem 10, koji je donedavno nosio Denis Bergkamp. Arsen Venger je tu neobičnu odluku opravdao činjenicom da bi napadač s tim brojem na leđima patio zbog poređenja sa legendardnim Arsenalovim napadačem, stoga je pomislio da bi idealno rešenje bilo desetku dati odbrandbenom igraču.
Debi je imao 9. oktobra 2006. u prvenstvenoj utakmici protiv Midlzbroa koja se završila rezultatom 1:1, a prvi pogodak postigao je protiv Šefild Junajteda 23. oktobra 2006.
Ulogu kapitena preuzeo je 9. avgusta prošle godine na samom početku nove sezone. Kao zamenika kapitena Venger je odabrao Kolo Turea i Žilberta Silvu. Tri dana kasnije odigrao je prvu utakmicu s kapitenskom trakom na ruci u pobedi 2:1 nad Fulamom.
Postigao je i nekoliko ključnih golova; jedan u 2:0 pobedi nad Viganom, a drugi u 2:2 remiju protiv Mančester Junajteda u poslednjim minutima utakmice. Verovatno najdraži pogodak bio mu je onaj koji je dao 16. decembra 2007. godine u derbiju protiv svog bivšeg kluba, nakon katastrofalne greške protivničkog golmana Petra Čeha.

### Reprezentativna karijera
Igrajući za selekciju do 18 godina osvojio je Evropsko prvenstvo. Takođe je bio član U-20 tima koja je učestvovala na Svetskom prvenstvu 1997.
Danas je regularan član A selekcije kojoj je selektor Rajmond Domenek. Debi je imao 12. oktobra 2002. u 5:0 pobedi nad Slovenijom u kvalifikacionoj utakmici za Evro 2004.
Bio je važna karika tima koja je došla do finala Svetskog prvenstva 2006. u Nemačkoj.
Pedeseti nastup za nacionalni tim zabeležio je 6. juna 2006. u 3:1 pobedi nad Italijom u sklopu kvalifikacija za Evro 2008.

## Spoljašnje veze
- Biografija na arsenal-croatia.hr